# John Hargis (zwemmer)
John Lawson Hargis (3 augustus 1973) is een Amerikaans zwemmer.

## Biografie
Hargis won tijdens de Olympische Zomerspelen van 1996 in eigen land de gouden medaille op de 4x100m wisselslag. Hargis zwom alleen in de series.

## Internationale toernooien
| Jaar | Olympische Spelen                                                      | WK langebaan                                                           | Pan Pacs            |
| ---- | ---------------------------------------------------------------------- | ---------------------------------------------------------------------- | ------------------- |
| 1996 | 16e 100m vlinderslag · 4x100m wisselslag · Hargis zwom enkel de series |                                                                        |                     |
| 1997 |                                                                        |                                                                        | 7e 100m vlinderslag |
| 1998 |                                                                        | 12e 100m vlinderslag · 4x100m wisselslag · Hargis zwom enkel de series |                     |